# Offenbacher Fußball-Club Kickers 1901 1984-1985
Questa voce raccoglie le informazioni riguardanti l'Offenbacher Fußball-Club Kickers 1901 nelle competizioni ufficiali della stagione 1984-1985.

## Stagione
Nella stagione 1984-1985 il Kickers Offenbach, allenato da Fritz Fuchs e Horst Heese, concluse il campionato di 2. Bundesliga al 19º posto. In Coppa di Germania il Kickers Offenbach fu eliminato al secondo turno dal Geislingen.

## Rosa
| N. |                     | Ruolo | Calciatore        |
| -- | ------------------- | ----- | ----------------- |
|    | Germania (bandiera) | P     | Oliver Reck       |
|    | Germania (bandiera) | D     | Joachim Eichhorn  |
|    | Germania (bandiera) | D     | Michael Grünewald |
|    | Germania (bandiera) | D     | Gerd Paulus       |
|    | Croazia (bandiera)  | D     | Zvjezdan Radin    |
|    | Germania (bandiera) | D     | Stefan Schummer   |
|    | Germania (bandiera) | D     | Reinhard Stumpf   |
|    | Germania (bandiera) | D     | Achim Thiel       |
|    | Germania (bandiera) | C     | Bernd Beck        |
|    | Germania (bandiera) | C     | Knut Hahn         |
|    | Germania (bandiera) | C     | Jörg Neun         |

| N. |                     | Ruolo | Calciatore         |
| -- | ------------------- | ----- | ------------------ |
|    | Germania (bandiera) | C     | Christian Peukert  |
|    | Germania (bandiera) | A     | Klaus-Dieter Augst |
|    | Germania (bandiera) | A     | Ralf Balzis        |
|    | Germania (bandiera) | A     | Axel Brummer       |
|    | Germania (bandiera) | A     | Klaus Elbert       |
|    | Germania (bandiera) | A     | Erhard Hofeditz    |
|    | Germania (bandiera) | A     | Uwe Höfer          |
|    | Germania (bandiera) | A     | Michael Krätzer    |
|    | Germania (bandiera) | A     | Martin Kubosch     |
|    | Germania (bandiera) | A     | Rudolf Sandner     |

## Organigramma societario
Area tecnica
- Allenatore: Horst Heese
- Allenatore in seconda:
- Preparatore dei portieri:
- Preparatori atletici:

## Calciomercato

### Sessione estiva
| Acquisti | Acquisti        | Acquisti                     | Acquisti |
| R.       | Nome            | da                           | Modalità |
| -------- | --------------- | ---------------------------- | -------- |
| D        | Zvjezdan Radin  | Rijeka                       |          |
| C        | Bernd Beck      | Hertha Berlino               |          |
| A        | Axel Brummer    | Kaiserslautern               |          |
| A        | Michael Krätzer | TSV Güntersleben             |          |
| C        | Jörg Neun       | Kickers Offenbach (juniores) |          |

| Cessioni | Cessioni           | Cessioni             | Cessioni |
| R.       | Nome               | a                    | Modalità |
| -------- | ------------------ | -------------------- | -------- |
| C        | Günter Franusch    | Union Solingen       |          |
| C        | Wolfgang Trapp     | Union Solingen       |          |
| C        | Uwe Bein           | Colonia              |          |
| D        | Dietmar Demuth     | St. Pauli            |          |
| C        | Radomir Dubovina   | Magonza              |          |
| P        | Valentin Herr      | Alemannia Aquisgrana |          |
| A        | Walter Krause      | Bad Homburg 05       |          |
| D        | Michael Kutzop     | Werder Brema         |          |
| C        | Franz Michelberger | Wettingen            |          |

### Sessione invernale
| Acquisti | Acquisti | Acquisti | Acquisti |
| R.       | Nome     | da       | Modalità |
| -------- | -------- | -------- | -------- |

| Cessioni | Cessioni | Cessioni | Cessioni |
| R.       | Nome     | a        | Modalità |
| -------- | -------- | -------- | -------- |

## Risultati

### 2. Bundesliga

#### Girone di andata
| Arbitro: | Schmidhuber |

|  |           |           |
|  | Marcatori | 19’ Drews |

| Arbitro: | Kasperowski |

|                     |           |                                |
| Weiß 90’ Zeller 90’ | Marcatori | 26’ Augst 45’ (aut.) Kubanczyk |

| Arbitro: | Barnick |

|                                |           |  |
| Höfer 1’, 11’ Sandner 51’, 60’ | Marcatori |  |

| Arbitro: | Wahmann |

|                                         |           |           |
| Freiler 37’ Friedmann 61’ Fritzsche 89’ | Marcatori | 22’ Höfer |

| Arbitro: | Föckler |

|          |           |          |
| Höfer 2’ | Marcatori | 68’ Emig |

| Arbitro: | Hontheim |

|                     |           |  |
| Traser 9’ Horch 32’ | Marcatori |  |

| Arbitro: | Amerell |

|           |           |  |
| Höfer 69’ | Marcatori |  |

| Arbitro: | Kasperowski |

|                         |           |                                           |
| Hartmann 22’ Gerber 48’ | Marcatori | 9’ (aut.) Hellberg 38’ Eichhorn 43’ Höfer |

| Arbitro: | Pauly |

|                                     |           |                                                   |
| Brunner 33’ (aut.) Trapp 38’ (rig.) | Marcatori | 66’ (aut.) Brummer 71’ Dorfner 81’ (rig.) Brunner |

| Arbitro: | Retzmann |

|             |           |           |
| Notthoff 9’ | Marcatori | 37’ Augst |

| Arbitro: | Bruch |

|                       |           |            |
| Höfer 23’ Kubosch 32’ | Marcatori | 52’ Dämgen |

| Arbitro: | Roth |

|                          |           |              |
| Gores 80’ Kurtenbach 90’ | Marcatori | 28’ Franusch |

| Arbitro: | Broska |

|                  |           |  |
| Finke 36’ (aut.) | Marcatori |  |

| Arbitro: | Tritschler |

|                                                     |           |  |
| Schlegel 10’ Nushöhr 30’ Jusufi 43’, 87’ Szesni 44’ | Marcatori |  |

| Arbitro: | Correll |

|  |           |          |
|  | Marcatori | 9’ Höfer |

| Arbitro: | Niebergall |

|           |           |            |
| Radin 20’ | Marcatori | 33’ Gerber |

| Arbitro: | Huster |

|                          |           |                |
| Oldenburg 74’ Wenzel 76’ | Marcatori | 15’, 28’ Höfer |

| Arbitro: | Walz |

|                             |           |              |
| Beck 56’ (rig.), 62’ (rig.) | Marcatori | 67’ Romeikat |

| Arbitro: | Reinstädtler |

|                    |           |  |
| Brandts 85’ (rig.) | Marcatori |  |

#### Girone di ritorno
| Arbitro: | Huster |

|            |           |           |
| Kunkel 13’ | Marcatori | 23’ Höfer |

| Arbitro: | Vasel |

|                      |           |                       |
| Hahn 30’ Sandner 39’ | Marcatori | 34’ Birner 64’ Kohnle |

| Arbitro: | Broska |

|                              |           |               |
| Elm 55’ (rig.) Buschmann 83’ | Marcatori | 24’ Grünewald |

| Arbitro: | Ermer |

|  |           |                      |
|  | Marcatori | 28’ Freiler 53’ Lenz |

| Arbitro: | Retzmann |

|  |           |          |
|  | Marcatori | 81’ Hahn |

| Arbitro: | Eli |

|  |           |              |
|  | Marcatori | 68’ Eplinius |

| Arbitro: | Steffens |

|  |           |          |
|  | Marcatori | 34’ Hahn |

| Arbitro: | Puchalski |

|                           |           |                                |
| Balzis 11’, 34’ Höfer 79’ | Marcatori | 45’ Surmann 69’ Gerber 88’ Gue |

| Norimberga 23 marzo 1985, ore 15:00 CET 28ª giornata | Norimberga | 0 – 0 referto | Kickers Offenbach | Städtisches Stadion (11 200 spett.)\| Arbitro: \| Probst \| |
| Arbitro:                                             | Probst     |               |                   |                                                             |

| Offenbach am Main 30 marzo 1985, ore 15:00 CET 29ª giornata | Kickers Offenbach | 0 – 0 referto | Duisburg | Stadion am Bieberer Berg (3 500 spett.)\| Arbitro: \| Bodmer \| |
| Arbitro:                                                    | Bodmer            |               |          |                                                                 |

| Arbitro: | Föckler |

|                 |           |  |
| Schulz 45’, 89’ | Marcatori |  |

| Arbitro: | Bruch |

|                |           |                                                   |
| Höfer 12’, 58’ | Marcatori | 13’ Kropp 18’ (rig.), 22’ Grabosch 47’ Kurtenbach |

| Arbitro: | Wuttke |

|                                                     |           |                        |
| Vollmer 17’ Paulus 64’ (aut.) Dannenberg 70’ (rig.) | Marcatori | 43’ Hahn 53’ Grünewald |

| Arbitro: | Schäfer |

|             |           |                                           |
| Sandner 83’ | Marcatori | 45’ Seel 64’ Hönnscheidt 90’ (rig.) Jambo |

| Arbitro: | Weber |

|             |           |          |
| Sandner 26’ | Marcatori | 88’ Hahn |

| Arbitro: | Hontheim |

|                  |           |              |
| Mattern 38’, 64’ | Marcatori | 89’ Schummer |

| Offenbach am Main 25 maggio 1985, ore 15:00 CEST 36ª giornata | Kickers Offenbach | 0 – 0 referto | St. Pauli | Stadion am Bieberer Berg (2 500 spett.)\| Arbitro: \| Theobald \| |
| Arbitro:                                                      | Theobald          |               |           |                                                                   |

| Arbitro: | Kasperowski |

|                       |           |          |
| Krella 2’ Dörmann 67’ | Marcatori | 77’ Hahn |

| Arbitro: | Matheis |

|           |           |  |
| Höfer 41’ | Marcatori |  |

### Coppa di Germania
| Arbitro: | Resiger |

|                             |           |                                  |
| Trapp 27’ (aut.) Kaiser 79’ | Marcatori | 22’ Höfer 31’ Grünewald 86’ Neun |

| Arbitro: | Vasel |

|                                                |           |                     |
| Owczarek 32’ Haug 44’ Schöbel 66’ Perfetto 85’ | Marcatori | 84’ Augst 90’ Höfer |

## Statistiche

### Statistiche di squadra
| Competizione      | Punti | In casa | In casa | In casa | In casa | In casa | In casa | In trasferta | In trasferta | In trasferta | In trasferta | In trasferta | In trasferta | Totale | Totale | Totale | Totale | Totale | Totale | DR  |
| Competizione      | Punti | G       | V       | N       | P       | Gf      | Gs      | G            | V            | N            | P            | Gf           | Gs           | G      | V      | N      | P      | Gf     | Gs     | DR  |
| ----------------- | ----- | ------- | ------- | ------- | ------- | ------- | ------- | ------------ | ------------ | ------------ | ------------ | ------------ | ------------ | ------ | ------ | ------ | ------ | ------ | ------ | --- |
| 2. Bundesliga     | 32    | 19      | 6       | 7       | 6       | 24      | 24      | 19           | 4            | 5            | 10           | 19           | 32           | 38     | 10     | 12     | 16     | 43     | 56     | -13 |
| Coppa di Germania | -     | 0       | 0       | 0       | 0       | 0       | 0       | 2            | 1            | 0            | 1            | 5            | 6            | 2      | 1      | 0      | 1      | 5      | 6      | -1  |
| Totale            | 32    | 19      | 6       | 7       | 6       | 24      | 24      | 21           | 5            | 5            | 11           | 24           | 38           | 40     | 11     | 12     | 17     | 48     | 62     | -14 |

### Andamento in campionato
| Giornata  | 1  | 2  | 3  | 4  | 5  | 6  | 7  | 8  | 9  | 10 | 11 | 12 | 13 | 14 | 15 | 16 | 17 | 18 | 19 | 20 | 21 | 22 | 23 | 24 | 25 | 26 | 27 | 28 | 29 | 30 | 31 | 32 | 33 | 34 | 35 | 36 | 37 | 38 |
| --------- | -- | -- | -- | -- | -- | -- | -- | -- | -- | -- | -- | -- | -- | -- | -- | -- | -- | -- | -- | -- | -- | -- | -- | -- | -- | -- | -- | -- | -- | -- | -- | -- | -- | -- | -- | -- | -- | -- |
| Luogo     | C  | T  | C  | T  | C  | T  | C  | T  | C  | T  | C  | T  | C  | T  | T  | C  | T  | C  | T  | T  | C  | T  | C  | T  | C  | T  | C  | T  | C  | T  | C  | T  | C  | C  | T  | C  | T  | C  |
| Risultato | P  | N  | V  | P  | N  | P  | V  | V  | P  | N  | V  | P  | V  | P  | V  | N  | N  | V  | P  | N  | N  | P  | P  | V  | P  | V  | N  | N  | N  | P  | P  | P  | P  | N  | P  | N  | P  | V  |
| Posizione | 20 | 20 | 16 | 19 | 19 | 20 | 19 | 15 | 17 | 14 | 12 | 15 | 13 | 15 | 14 | 12 | 11 | 9  | 11 | 12 | 11 | 11 | 16 | 14 | 16 | 13 | 14 | 13 | 13 | 16 | 17 | 18 | 18 | 17 | 19 | 19 | 19 | 19 |

Legenda:

Luogo: C = Casa; T = Trasferta. Risultato: V = Vittoria; N = Pareggio; P = Sconfitta.

### Statistiche dei giocatori
| Giocatore    | 2. Bundesliga | 2. Bundesliga | 2. Bundesliga | 2. Bundesliga | Coppa di Germania | Coppa di Germania | Coppa di Germania | Coppa di Germania | Totale   | Totale | Totale      | Totale     |
| Giocatore    | Presenze      | Reti          | Ammonizioni   | Espulsioni    | Presenze          | Reti              | Ammonizioni       | Espulsioni        | Presenze | Reti   | Ammonizioni | Espulsioni |
| ------------ | ------------- | ------------- | ------------- | ------------- | ----------------- | ----------------- | ----------------- | ----------------- | -------- | ------ | ----------- | ---------- |
| K. Augst     | 27            | 2             | 1             | 0             | 2                 | 1                 | 1                 | 0                 | 29       | 3      | 2           | 0          |
| R. Balzis    | 5             | 2             | 0             | 0             | 0                 | 0                 | 0                 | 0                 | 5        | 2      | 0           | 0          |
| B. Beck      | 38            | 2             | 3             | 0             | 2                 | 0                 | 0                 | 0                 | 40       | 2      | 3           | 0          |
| A. Brummer   | 31            | 0             | 3             | 0             | 2                 | 0                 | 1                 | 0                 | 33       | 0      | 4           | 0          |
| J. Eichhorn  | 29            | 1             | 3             | 0             | 2                 | 0                 | 0                 | 0                 | 31       | 1      | 3           | 0          |
| K. Elbert    | 3             | 0             | 0             | 0             | 1                 | 0                 | 0                 | 0                 | 4        | 0      | 0           | 0          |
| G. Franusch  | 11            | 1             | 3             | 0             | 1                 | 0                 | 0                 | 0                 | 12       | 1      | 3           | 0          |
| M. Grünewald | 34            | 2             | 4             | 0             | 2                 | 1                 | 2                 | 0                 | 36       | 3      | 6           | 0          |
| K. Hahn      | 33            | 5             | 2             | 0             | 2                 | 0                 | 0                 | 0                 | 35       | 5      | 2           | 0          |
| E. Hofeditz  | 12            | 0             | 2             | 0             | 0                 | 0                 | 0                 | 0                 | 12       | 0      | 2           | 0          |
| U. Höfer     | 32            | 15            | 2             | 0             | 2                 | 2                 | 0                 | 0                 | 34       | 17     | 2           | 0          |
| M. Krätzer   | 2             | 0             | 0             | 0             | 1                 | 0                 | 0                 | 0                 | 3        | 0      | 0           | 0          |
| M. Kubosch   | 11            | 1             | 0             | 0             | 0                 | 0                 | 0                 | 0                 | 11       | 1      | 0           | 0          |
| J. Neun      | 35            | 0             | 8             | 0             | 2                 | 1                 | 1                 | 0                 | 37       | 1      | 9           | 0          |
| G. Paulus    | 33            | 0             | 5             | 0             | 2                 | 0                 | 0                 | 0                 | 35       | 0      | 5           | 0          |
| C. Peukert   | 14            | 0             | 2             | 0             | 0                 | 0                 | 0                 | 0                 | 14       | 0      | 2           | 0          |
| Z. Radin     | 12            | 1             | 3             | 0             | 1                 | 0                 | 0                 | 0                 | 13       | 1      | 3           | 0          |
| O. Reck      | 38            | 0             | 1             | 0             | 2                 | 0                 | 0                 | 0                 | 40       | 0      | 1           | 0          |
| R. Sandner   | 27            | 5             | 1             | 1             | 0                 | 0                 | 0                 | 0                 | 27       | 5      | 1           | 1          |
| S. Schummer  | 26            | 1             | 4             | 1             | 1                 | 0                 | 0                 | 0                 | 27       | 1      | 4           | 1          |
| R. Stumpf    | 21            | 0             | 4             | 0             | 0                 | 0                 | 0                 | 0                 | 21       | 0      | 4           | 0          |
| A. Thiel     | 0             | 0             | 0             | 0             | 0                 | 0                 | 0                 | 0                 | 0        | 0      | 0           | 0          |
| W. Trapp     | 14            | 1             | 2             | 0             | 1                 | 0                 | 0                 | 0                 | 15       | 1      | 2           | 0          |